# Бари (Сомалия)
Вижте пояснителната страница за други значения на Бари.
Бари е регион на Сомалия. Населението му е 719 512 жители (по приблизителна оценка от януари 2014 г.), а площта 70 000 кв. км. Повечето жители са етнически сомалийци. Най-високата точка е на 2200 м н.в. Регионът е разделен административно на 8 района.